# 阿達米夫卡 (卡緬涅茨-波多利斯基區)
48°42′58″N 26°18′55″E / 48.71611°N 26.31528°E
阿達米夫卡（烏克蘭語：Адамівка），是烏克蘭的村落，位於該國西部赫梅利尼茨基州，由卡緬涅茨-波多利斯基區負責管轄，面積0.36平方公里，2001年人口95，人口密度每平方公里263.89人。